# 1781 en architecture
| Années de l'architecture : 1778 - 1779 - 1780 - 1781 - 1782 - 1783 - 1784    |
| Décennies de l'architecture : 1750 - 1760 - 1770 - 1780 - 1790 - 1800 - 1810 |

Cet article présente les faits marquants de l'année 1781 en architecture.

## Réalisations
- x

## Événements
- 8 juin 1781 : incendie de l'Opéra du Palais-Royal. Le bâtiment ne sera pas reconstruit.

## Récompenses
- Prix de Rome : Guy-Louis Combes.

## Naissances
- 26 décembre : Étienne-Hippolyte Godde, architecte français († 1869).

## Décès
- Jean-Baptiste Courtonne (° v. 1711).